# Osterby (Kreis Schleswig-Flensburg)
Osterby település Németországban, Schleswig-Holstein tartományban. Lakosainak száma 317 fő (2023. december 31.). Osterby Hummelfeld, Jardelund és Medelby községekkel határos.

## Népesség
A település népességének változása:
| Lakosok száma | 300  | 313  | 307  | 312  | 317  | 311  | 317  |
|               | 1975 | 2014 | 2017 | 2019 | 2021 | 2022 | 2023 |